# Parroquia nacional
Una parroquia nacional es un tipo de parroquia católica distinguida por nacionalidad o ritos litúrgicos de una determinada congregación. Esta se encuentra dentro de una diócesis o Iglesia particular, la cual incluye otros tipos de parroquias en la misma área geográfica. Una parroquia nacional se diferencia de una parroquia territorial en que la segunda comprende una jurisdicción territorial exclusiva de un sacerdote. Una parroquia nacional es una subdivisión eclesiástica que sirve a una comunidad de personas pero no es necesariamente una subdivisión geográfica.

## Antecedentes
Como parroquias nacionales destacaron principalmente  las iglesias nacionales en Roma que han existido durante siglos y servían para asistir las necesidades espirituales de personas que residían en Roma de forma temporal o permanente o que estaban de peregrinación. Por ejemplo, la Iglesia de Santa Susana sirve tanto como iglesia titular como parroquia nacional para los estadounidenses.
Las parroquias nacionales se crearon en América del Norte a finales del siglo XVIII, para asistir a los inmigrantes que no hablaban las lenguas del lugar. La primera parroquia nacional en América del Norte fue la de la Santísima Trinidad alemana, fundada en 1788 en Filadelfia, Pensilvania.
El padre Raymond Un. Schroth, SJ, escribió en 2002 un artículo en el National Catholic Reporter un fideicomiso que decía que las, "Parroquias nacionales, sobre todo alemanas y polacas, que trajeron las tradiciones europeas de los laicos, estableciendo y dirigiendo la parroquia" han representado fuertemente la voz de los laicos en la iglesia.
La Conferencia de los obispos católicos de los Estados Unidos al cubrir la visita del papa Benedicto XVI a Estados Unidos, identificó dos parroquias históricamente significativas: la Iglesia de la Santísima Trinidad, en Filadelfia, establecida en 1789 como la primera parroquia nacional de los Estados Unidos y la primera en servir a los católicos de habla alemana; y la Iglesia de San Benedicto el Moro, en Nueva York, establecida en 1883 como la primera parroquia de misión para servir a los católicos afroamericanos al norte de la línea Mason-Dixon.
A medida que las poblaciones de la ciudad cambiaban, a veces las parroquias nacionales se fundían en una iglesia a medida que las disminuciones de población causaban cierres de iglesias. Por ejemplo, en Little Falls, Nueva York, se han cerrado las antiguas parroquias nacionales de grupos italianos, polacos y de otros grupos de inmigrantes. La comunidad católica ahora adora en una iglesia, renombrada como Sagrada Familia. Es la iglesia física más grande y fue fundada como St. Patrick por inmigrantes católicos irlandeses, la primera de las olas de inmigrantes a esta pequeña ciudad en los siglos XIX y XX.
En un artículo sobre la renuncia del obispo Joseph Francis Martino de la diócesis de Scranton, Pensilvania, del National Catholic Reporter de 2009, Jerry Filteau destacó la historia de la diócesis de establecer parroquias nacionales para polacos, italianos, irlandeses y otros grupos católicos inmigrantes que llegaron al país. Finales del siglo XIX y principios del XX. Él atribuyó el fracaso por un anterior obispo irlandés-americano para ser sensible a la parroquia nacional polaca como siendo el catalizador para la separación de la iglesia católica nacional polaca en Scranton. 
George Gregory escribió en 2010 sobre la creación de una parroquia nacional nueva designada para hispanos en la archidiócesis de Filadelfia, notando que "las parroquias nacionales sirven comunidades étnicas particulares, cuando se opuso a un parroquias territoriales, los sirvientes un área geográfica de una archidiócesis Una diócesis ". Diga que la parroquia nueva es la 32.ª Parroquia Nacional en la Archidiócesis de Filadelfia." La parroquia fue establecida como la parroquia St. Rocco en Avondale, Pensilvania en el sur del condado de Chester, donde un gran número de latinos se han mudado en los últimos años. Los miembros parroquiales son principalmente mexicanos, pero algunos son puertorriqueños, colombianos, argentinos, o tienen otros antecedentes latinoamericanos. A partir de 2010, la arquidiócesis de Filadelfia tenía "13 parroquias italianas, nueve parroquias polacas, tres parroquias eslovacas, tres parroquias lituanas, dos parroquias alemanas y una parroquia coreana".